# Pilea weberbaueri
Pilea weberbaueri är en nässelväxtart som beskrevs av Ellsworth Paine Killip. Pilea weberbaueri ingår i släktet pileor, och familjen nässelväxter. Inga underarter finns listade i Catalogue of Life.